# 奧斯特羅魯格
奧斯特羅魯格是波蘭的城鎮，位於該國西部，由大波蘭省負責管轄，面積1.26平方公里，是該地區的零售業和服務業中心，2006年人口1,995。
52°38′N 16°28′E / 52.633°N 16.467°E